# Грабовский, Игорь Владимирович
Игорь Владимирович Грабовский (род. 2 сентября 1941) — советский ватерполист, бронзовый призёр Олимпийских игр. Мастер спорта СССР (1962). Заслуженный мастер спорта СССР (1964).

## Карьера
Выступал за ЦВСК ВМФ.
На Олимпийских играх 1964 года в составе сборной СССР выиграл бронзовую медаль. На турнире Грабовский провёл 6 матчей в качестве вратаря.